# Kaliszany (województwo świętokrzyskie)
Kaliszany – wieś w Polsce położona w województwie świętokrzyskim, w powiecie opatowskim, w gminie Wojciechowice.
| SIMC    | Nazwa   | Rodzaj    |
| ------- | ------- | --------- |
| 0810029 | Kuźnica | część wsi |

Prywatna wieś szlachecka położona była w drugiej połowie XVI wieku w powiecie sandomierskim województwa sandomierskiego. W latach 1975–1998 miejscowość administracyjnie należała do województwa tarnobrzeskiego.

## Zabytki
Park dworski, wpisany do rejestru zabytków nieruchomych (nr rej.: A.584 z 12.12.1957, z 13.12.1957 i z 25.10.1991).